# IS Open de Tenis 2013
L'IS Open de Tenis 2013 è stato un torneo di tennis facente parte della categoria ATP Challenger Tour nell'ambito dell'ATP Challenger Tour 2013. È stata la 2ª edizione del torneo che si è giocata a São Paulo in Brasile dal 22 al 28 aprile 2013 su campi in terra rossa e aveva un montepremi di $50,000.

## Partecipanti singolare

### Teste di serie
| Nazionalità | Giocatore              | Ranking* | Testa di serie |
| ----------- | ---------------------- | -------- | -------------- |
| Brasile     | Rogério Dutra da Silva | 97       | 1              |
| Brasile     | João Souza             | 114      | 2              |
| Italia      | Matteo Viola           | 126      | 3              |
| Portogallo  | Gastão Elias           | 133      | 4              |
| Argentina   | Guido Andreozzi        | 165      | 5              |
| Tunisia     | Malek Jaziri           | 168      | 6              |
| Cile        | Paul Capdeville        | 169      | 7              |
| Croazia     | Antonio Veić           | 170      | 8              |

- Ranking al 15 aprile 2013.

### Altri partecipanti
Giocatori che hanno ricevuto una wild card:
- Pablo Cuevas
- Marcelo Demoliner
- Ricardo Hocevar
- Júlio Silva

Giocatori che sono passati dalle qualificazioni:
- Pablo Galdón
- Máximo González
- Dušan Lojda
- Rui Machado

Giocatori che hanno ricevuto un entry come Alternate:
- Jozef Kovalík
- Eduardo Schwank

## Partecipanti doppio

### Teste di serie
| Nazionalità | Giocatore         | Nazionalità | Giocatore             | Ranking* | Testa di serie |
| ----------- | ----------------- | ----------- | --------------------- | -------- | -------------- |
| Brasile     | Marcelo Demoliner | Brasile     | João Souza            | 190      | 1              |
| Stati Uniti | James Cerretani   | Francia     | Pierre-Hugues Herbert | 266      | 2              |
| Croazia     | Nikola Mektić     | Croazia     | Antonio Veić          | 349      | 3              |
| Argentina   | Guillermo Durán   | Argentina   | Renzo Olivo           | 488      | 4              |

- Ranking al 15 aprile 2013.

### Altri partecipanti
Coppie che hanno ricevuto una wild card:
- Thiago Alves /  Augusto Laranja
- Fabiano de Paula /  Júlio Silva
- Rogério Dutra da Silva /  Eduardo Russi

## Vincitori

### Singolare
Paul Capdeville ha battuto in finale  Renzo Olivo con il punteggio di 6–2, 6–2

### Doppio
Marcelo Demoliner /  João Souza hanno battuto in finale  James Cerretani /  Pierre-Hugues Herbert con il punteggio di 6–4, 3–6, [10–6]